# Helter Skelter (песня)
Helter Skelter (с англ. — «Кавардак») — песня The Beatles из двойного альбома The Beatles. Это одна из немногих песен группы в жанре хард-рок, и считается одним из первых образцов прото-метала. Helter skelter — название популярного в Великобритании паркового аттракциона, представляющего собой спуск по спиральной горке, построенной вокруг башни, в которой находится лестница для подъема наверх.

## История создания
К 1968 году ещё недавно безмятежные настроения внутри The Beatles стали меняться. Успех альбома Sgt. Pepper’s Lonely Hearts Club Band был омрачён смертью менеджера группы Брайна Эпстайна от передозировки снотворного в августе 1967 года. Пол Маккартни стал постепенно отдаляться от остальных участников группы, которые всё более (по словам Леннона) ощущали себя его «аккомпанирующей группой». В надежде сбросить напряжение Маккартни ранней весной 1968 года отправился на свою ферму в отдалённом уголке Шотландии. Именно здесь на глаза ему попалось интервью Пита Таунсенда, в котором тот называл только что записанную (и выпущенную синглом) песню «I Can See For Miles» «самой громкой, грубой, грязной и бескомпромиссной» в творчестве The Who.
Одного-единственного абзаца оказалось достаточно, чтобы подтолкнуть меня к этому шагу. Я сел и за один присест написал «Helter Skelter», решив, что она будет самой громкой, грубой и грязной в истории The Beatles… Мне захотелось создать нечто антисоциальное; нечто такое, чего мы никогда прежде не делали. Аттракцион Helter skelter в тексте я использовал в качестве метафоры для описания распадающейся группы. «Когда я спускаюсь, я поднимаюсь к вершине горки / Где я останавливаюсь, поворачиваюсь и начинаю спуск…» (When I get to the bottom, I get to the top of the slide / Where I stop and I turn and I go for a ride…) На уме у меня была история падения Римской империи. Это была песня о распаде и разложении.Пол Маккартни

## Запись и выпуск
Первая попытка записи была предпринята 18 июля 1968 года, и результатом её оказался 27-минутный трек, воплотивший в себе все крайности психоделии. «Мы попросили инженеров сделать барабаны максимально громкими. Прослушали и решили: нет, звучит пресно — нужно ещё оглушительнее, ещё грязнее. Потом прослушали всё на трезвую голову и решили отправить ленты в корзину», — вспоминал Пол Маккартни.
Повторно за «Helter Skelter» The Beatles взялись два месяца спустя, под руководством уже не Джорджа Мартина, а его 21-летнего ассистента Криса Томаса. В течение 12 часов группа записала в общей сложности 21 версию композиции. «„Helter Skelter“ записывалась в атмосфере истерики, граничившей с полным безумием», — вспоминал Ринго Старр. По словам Криса Томаса, Пол визжал и трясся у микрофона, а Джордж стал бегать с горящей пепельницей над головой, «изображая Артура Брауна». Крик Старра после восемнадцатого дубля «У меня волдыри на пальцах!» вошёл в отобранную для альбома (только стереомикс) версию песни. Джон Леннон дополнил какофонию дикой партией тенор-саксофона. Бывший гастрольный менеджер Мел Эванс сыграл на трубе. Сессия завершилась в 2 часа ночи.
«Helter Skelter» попала на первую сторону второго диска «Белого альбома». Другая версия песни (отредактированный второй дубль) была выпущена в третьей части «Антологии Битлз» в 1996 году. Второй дубль (продолжительностью в 12 минут) вошёл в юбилейное переиздание «Белого альбома» 2018 года.

## Скандальная известность
9 августа 1969 года о песне внезапно заговорил весь мир: выяснилось, что название песни (с ошибкой: Healter Skelter) убийцы кровью написали внутри особняка в Беверли-Хиллз, где произошло массовое убийство. Убийство было совершено членами апокалиптической секты «Семья», руководимой несостоявшимся музыкантом Чарльзом Мэнсоном, который заявил на суде о том, что именно эта песня вдохновила его на убийство пятерых обитателей особняка в Беверли-Хиллз, в числе которых оказалась беременная актриса Шэрон Тейт, жена режиссера Романа Полански. Мэнсон, как свидетельствовали потом члены его секты, искал в «Белом альбоме» скрытое пророческое послание себе от Beatles. В совокупности с другими песнями альбома, в частности, Blackbird, он трактовал это послание так, что скоро в мире должна начаться межрасовая война, которую он и называл Helter Skelter, которая должна привести к истреблению белой расы. Мэнсон бесконечно прокручивал песню Helter Skelter, вперед и назад, на разной скорости, пытаясь найти в ней скрытые смыслы.
Позднее прокурор Винсент Бульози заимствовал название песни Helter Skelter для заголовка своей книги-бестселлера 1974 года, рассказывавшей об истории преступлений секты Мэнсона.
Впоследствии Маккартни не раз пытался «отмыть» репутацию Helter Skelter. Он исполнил её и в 2003 году на концерте в Москве, России, в 2005 году в Гайд-Парке, в рамках концертов Live 8.

## Кавер-версии
- В 1978 году британская группа Siouxsie and The Banshees выпустила кавер-версию песни Helter Skelter в составе альбома The Scream.
- В 1988 году U2 записали свою версию песни для концертного видеоальбома «Rattle and Hum». Боно предварил исполнение следующими словами: «Эту песню Чарльз Мэнсон украл у The Beatles; мы крадём её обратно»[9][10].
- В 1983 году американская группа Mötley Crüe записали кавер-версию песни. Она вошла в альбом «Shout at the Devil».
- В 2000 году британская рок-группа Oasis включила кавер версию «Helter Skelter» в сингл «Who feels love?».
- В 2018 году Мэрилин Мэнсон и Роб Зомби записали кавер версию песни, перед тем как отправиться в совместный тур по Северной Америке.
- В 2017 году швейцарская группа Samael выпустила альбом Hegemony, в который вошёл кавер песни Helter Skelter.
- В 2015 году в рамках трибьюта The Beatles "The Magical Mystery Psych-Out" песня была исполнена японской психоделической рок-группой Kikagaku Moyo

## В записи участвовали
- Пол МакКартни — ведущий вокал, ритм- и лидер-гитара, пианино
- Джон Леннон — бэк-вокал, шестиструнный Fender Bass VI, электрическая гитара, звуковые эффекты (медные духовые инструменты)
- Джордж Харрисон — бэк-вокал, лидер-гитара, слайд-гитара, звуковые эффекты
- Ринго Старр — ударные, крики
- Мэл Эванс — труба